# Braunite
La braunite (simbolo IMA: Bnt) è un minerale raro nella classe minerale dei "silicati e germanati" con composizione chimica Mn2+Mn3+6(SiO4)O8 ed è quindi chimicamente un silicato di manganese con ioni ossigeno aggiuntivi. Il minerale dà anche il nome al gruppo della braunite.
Con l'abswurmbachite, la braunite forma una serie completa di cristalli misti.

## Etimologia e storia
La braunite fu scoperta per la prima volta in campioni di minerali provenienti dalla cava di Oehrenstock vicino a Langewiesen nella foresta di Turingia e descritta nel 1826 da Wilhelm Karl Ritter von Haidinger, che chiamò il minerale in suo onore in onore del Consigliere della Camera e ministro Wilhelm von Braun.
Poiché la braunite era conosciuta e riconosciuta come una specie minerale a sé stante molto prima della fondazione dell'Associazione Mineralogica Internazionale (IMA), questa è stata adottata dalla sua Commissione sui nuovi minerali, la nomenclatura e la classificazione (CNMNC) e si riferisce alla braunite come un cosiddetto minerale "grandfathered" (G).
Non è documentato un luogo di stoccaggio per il campione tipo del minerale.

## Classificazione
Nell'ottava edizione della sistematica dei minerali di Strunz, che è stata rivista l'ultima volta nel 1977, la braunite apparteneva alla classe dei minerali dei "silicati" e quindi alla sottoclasse dei "neso-subsilicati", dove formava il "gruppo della braunite-långbanite" con il numero di sistema VIII/A'.05 insieme a dixenite, katoptrite, långbanite, mcgovernite, welinite e yeatmanite.
Nella Sistematica dei lapis (Lapis-Systematik) di Stefan Weiß, che è stata rivista l'ultima volta nel 2018 e si basa formalmente sulla vecchia sistematica di Strunz per riguardo nei confronti dei collezionisti privati, al minerale è stato assegnato il sistema e al minerale nº VIII/B.09-003. Ciò corrisponde alla nuova divisione "Nesosilicati con anioni non tetraedrici", dove la braunite forma un gruppo senza nome con il numero di sistema VIII/B.09 insieme ad abswurmbachite, franciscanite, gatedalite, katoptrite, långbanite, neltnerite, örebroite, welinite e yeatmanite.
La nona edizione della sistematica minerale di Strunz, che è stata aggiornata l'ultima volta dall'Associazione Mineralogica Internazionale (IMA) nel 2024, classifica la braunite nella famiglia estesa dei "silicati e germanati" e lì nella classe "9.A Nesosilicati". Questa viene ulteriormente suddivisa in base all'eventuale presenza di anioni aggiuntivi e alla coordinazione dei cationi coinvolti, in modo che il minerale venga classificato in base alla sua composizione nella suddivisione "9.AG Nesosilicati con anioni aggiuntivi; cationi in coordinazione > [6] ± [6]", dove forma il "gruppo della braunite" con il numero di sistema 9.AG.05 insieme ad abswurmbachite, braunite-II e neltnerite.
Nella classificazione dei minerali secondo Dana, che viene utilizzata principalmente nel mondo anglosassone, il minerale è indicato come braunite-I e possiede il numero di sistema e minerale 07.05.01.01. Ciò corrisponde alla classe degli "ossidi e idrossidi" e quindi al reparto "ossidi multipli", dove il minerale si trova insieme ad abswurmbachite, neltnerite e braunite-II con le quali forma il "gruppo dell'humite (tetragonale: I41/acd) con Si" con il numero di sistema 07.05.01 all'interno della suddivisione "Ossidi multipli con la formula ABX2".

## Chimica
Nella composizione ideale e pura della braunite (Mn2+Mn3+6(SiO4)O8), il minerale è costituito da sette parti di manganese (Mn) negli stati di ossidazione +2 e +3, nonché da 12 parti di ossigeno (O) e una parte di silicio (Si). Ciò corrisponde a una frazione di massa (percentuale in peso) del 63,60% in peso di manganese, del 31,75% in peso di ossigeno e del 4,64% in peso di silicio o, sotto forma di ossido, dell'11,73% in peso di monossido di manganese (MnO), del 78,33% in peso di triossido di dimanganese (Mn2O3) e del 9,94% in peso di biossido di silicio (SiO2).
L'analisi di campioni di minerali di braunite naturale di solito mostra piccole variazioni nella composizione a seconda delle condizioni di formazione e/o delle miscele estranee. Tra le altre cose, campioni chimicamente simili provenienti dalla miniera di manganese di Tirodi, vicino all'omonima città nel distretto di Balaghat, nello Stato federato indiano del Madhya Pradesh, hanno mostrato gradi del 10,80% in peso di monossido di manganese, del 75,80% in peso di triossido di dimanganese e del 9,68% in peso di biossido di silicio e del 2,02% in peso di ossido ferrico (Fe2O3), dello 0,38% in peso di ossido di calcio (CaO), dello 0,35% in peso di ossido di alluminio (Al2O3)), 0,13% ossido di magnesio (MgO) in peso e 0,09% biossido di titanio (TiO2) in peso.

## Abito cristallino
La braunite cristallizza nel sistema tetragonale nel gruppo spaziale I41/acd (gruppo nº 142) con i parametri del reticolo a = 9,41 Å e c = 18,67 Å oltre a 8 unità di formula per cella unitaria.

## Modificazioni e varietà
La braunite-II (CaMn3+14(SiO4)O20) è una varietà di braunite dove il calcio sostituisce parte del manganese.
Possiede stesso gruppo spaziale della braunite, durezza su scala Mohs pari a 6 (simile alla braunite) e parametri di reticolo a = 9,431 Å e c = 37,774 Å.

## Origine e giacitura
La braunite si forma per metamorfosi o agenti atmosferici da silicati e ossidi di manganese. I minerali associati includono pirolusite, jacobsite, hausmannite, bixbyite-(Mn), rodonite, spessartina ed ematite.
La braunite è stata rilevata in oltre 300 siti, sparsi in vari Paesi del mondo.
In particolare in Italia è stata rinvenuta nei pressi di Fénis, Gressan, Nus e Rhêmes-Notre-Dame (Val d'Aosta); a Mormanno in Calabria; in diversi siti della Liguria tra i quali Ne, Borghetto di Vara e Castiglione Chiavarese; a Lanzada e Torre di Santa Maria in Lombardia; a Roccamandolfi in Molise. La braunite è stata trovata anche in diversi siti del Piemonte e della Toscana.
La miniera di braunite più importante d'Italia era quella di Gambatesa, in Val Graveglia, vicino a Chiavari. La produzione della miniera arrivò negli anni sessanta del XX secolo a 50 000 tonnellate annue. La concessione della miniera era di 65 ettari nel 1972.

## Forma in cui si presenta in natura
La braunite sviluppa piccoli cristalli piramidali e ottaedrici striati lungo {001} e {201} fino a circa 5 cm di dimensione. Di solito si trova sotto forma di prati cristallini a forma di crosta o aggregati minerali granulari o massicci. Il minerale è opaco, ma non completamente opaco, e mostra una lucentezza metallica da debole a grassa sulla superficie dei cristalli, che hanno un colore che va dal nero-ferro a nero-brunastro. Sulla mattonella di prova, la braunite lascia uno striscio nero leggermente brunastro.